# WoodmenLife Tower
Woodmen Tower, ahora WoodmenLife Tower, es un rascacielos situado en 1700 Farnam Street en el centro de Omaha, la ciudad más poblada del estado de Nebraska (Estados Unidos). Es la sede de la compañía de seguros WoodmenLife. Su construcción comenzó en 1966 y la torre se completó en 1969. Tiene 30 pisos y mide 145,70 metros de altura. Fue el rascacielos más alto de tanto de Omaha como de Nebraska durante más de 30 años, hasta la construcción de la First National Bank Tower. Fue diseñado por el arquitecto Leo A Daly en estilo racionalista.

## Galería

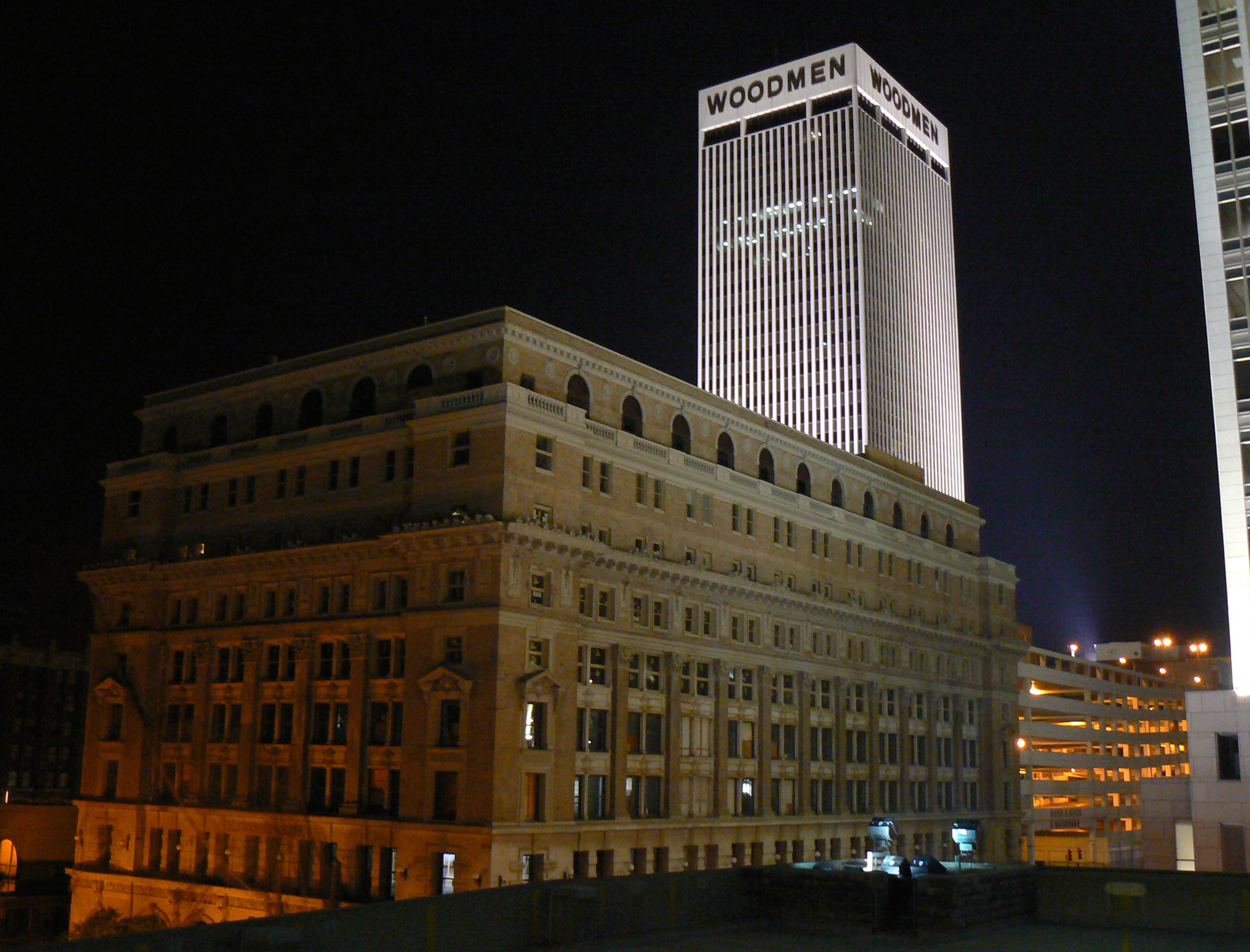
Woodmen Tower se eleva justo al oeste del edificio de la tienda JL Brandeis and Sons
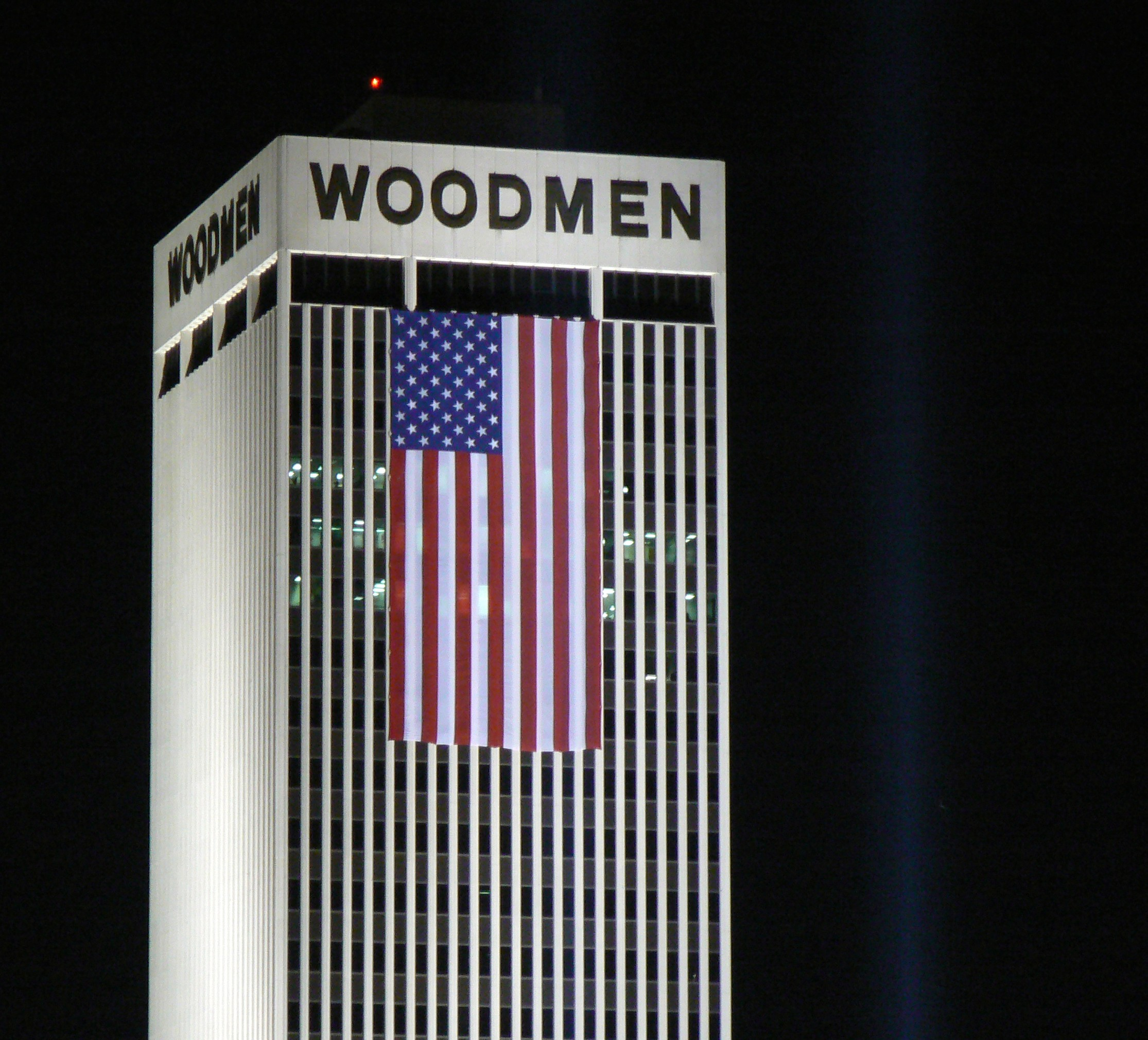
Conmemoración del 5° aniversario de los atentados del 11 de septiembre